# John Senex
John Senex (1678-1740) est un cartographe anglais qui a été au service de la Reine Anne.
En 1714, il publie l'English Atlas, qui connaît un certain succès, marqué par de nombreuses réimpressions jusqu'aux années 1760.